# Serge Tchekhonine
Serge Vassilievtich Tchekhonine (en russe : Сергей Васильевич Чехонин, Sergueï Vassilievitch Tchekhonine), né en 1878 à Likoshino, district de Borovichi , province de Novgorod et  mort le 23 février 1936 à Lörrach (Bade-Wurtemberg, Allemagne), est un peintre graphiste, illustrateur, peintre en porcelaine, décorateur de théâtre, enseignant, russe, soviétique. Il est membre de la société Le monde de l'art.

## Biographie
Serge Tchekhonine, alors fonctionnaire aux chemins de fer russes, se rend souvent à Saint-Pétersbourg. Il suit, dans cette ville, à l'école Stieglitz, de nombreux cours : de dessins prodigués par Yan Tsionglinski, de céramique par Schreiber, de poterie par Ilia Répine. Puis, installé à Moscou, de 1902 à 1907, il travaille à l'atelier de poterie de Mamontov. En 1906 il organise, à Paris, une exposition d'art populaire russe. De 1907 à 1913, il est à l'atelier Goldwein et Vaouline à Saint-Pétersbourg. De 1913 à 1917 il dirige les ateliers de peinture sur émail à Rostov-le-Grand et à Torjok. Lors du passage de la manufacture dans le domaine du Commissariat de l'instruction, il devient directeur artistique (élu par le conseil ouvrier).
En 1928, il s'installe en France, où il travaille dans le domaine de la céramique, de la bijouterie, de l'industrie artistique et du design ; il collabore avec des théâtres. 
Il a 58 ans quand il meurt dans la ville de Lörrach en Allemagne.

## Œuvres

### Réception de l'œuvre
Dans un long article paru en 1929 dans le journal français, L'Homme libre ; l'artiste est présenté de façon très élogieuse : "La renommée de Serge Tchekhonine devrait-être aussi solide, son prestige aussi grand que ceux d'un Bakst ou d'un Alexandre Benois. Il a tout pour séduire les délicats : un don merveilleux de décorateur, un raffinement de couleurs, une grande maîtrise technique, un art profondément et spécifiquement russe. Son œuvre est d'une variété extrême et rappelle ces artistes de la Renaissance qui abordaient avec la même maîtrise et la même perfection les domaines les plus divers de l'art".
L'auteur de l'article précise les influences visibles sur les productions du peintre : "De même que son art fut influencé par l'ambiance révolutionnaire des années qu'il passa en Russie après le coup d'État d'octobre 1917, de même il paraît subir, à l'heure actuelle, l'influence de l'ambiance artistique dans laquelle il vit à Paris".

### Ses travaux
Ils sont très divers :
- il illustre de nombreux livres : les œuvres complètes de Tolstoï, des romans et écrits de Lope de Vega, Victor Hugo, Lermontov, Dostoïevski, Pouchkine...
- il publie des dessins dans divers journaux et revues, les premiers dans des journaux politiques satiriques (le Spectateur en 1905-1905 ; les masques en 1906, dont il est le fondateur ; Apollon, Satiricon, Flamme, Octobre...).
- il peint des décors pour des assiettes, plats et diverses céramiques.
- il conçoit des décors et des costumes pour le théâtre (1916 Moscou : La princesse lointaine d'Edmond Rostand).
- il dessine des billets de banque, des drapeaux, des affiches, des timbres.
- il peint des paysages, des portraits classiques, des portraits miniatures, des natures mortes.
- il décore des façades d'immeubles.

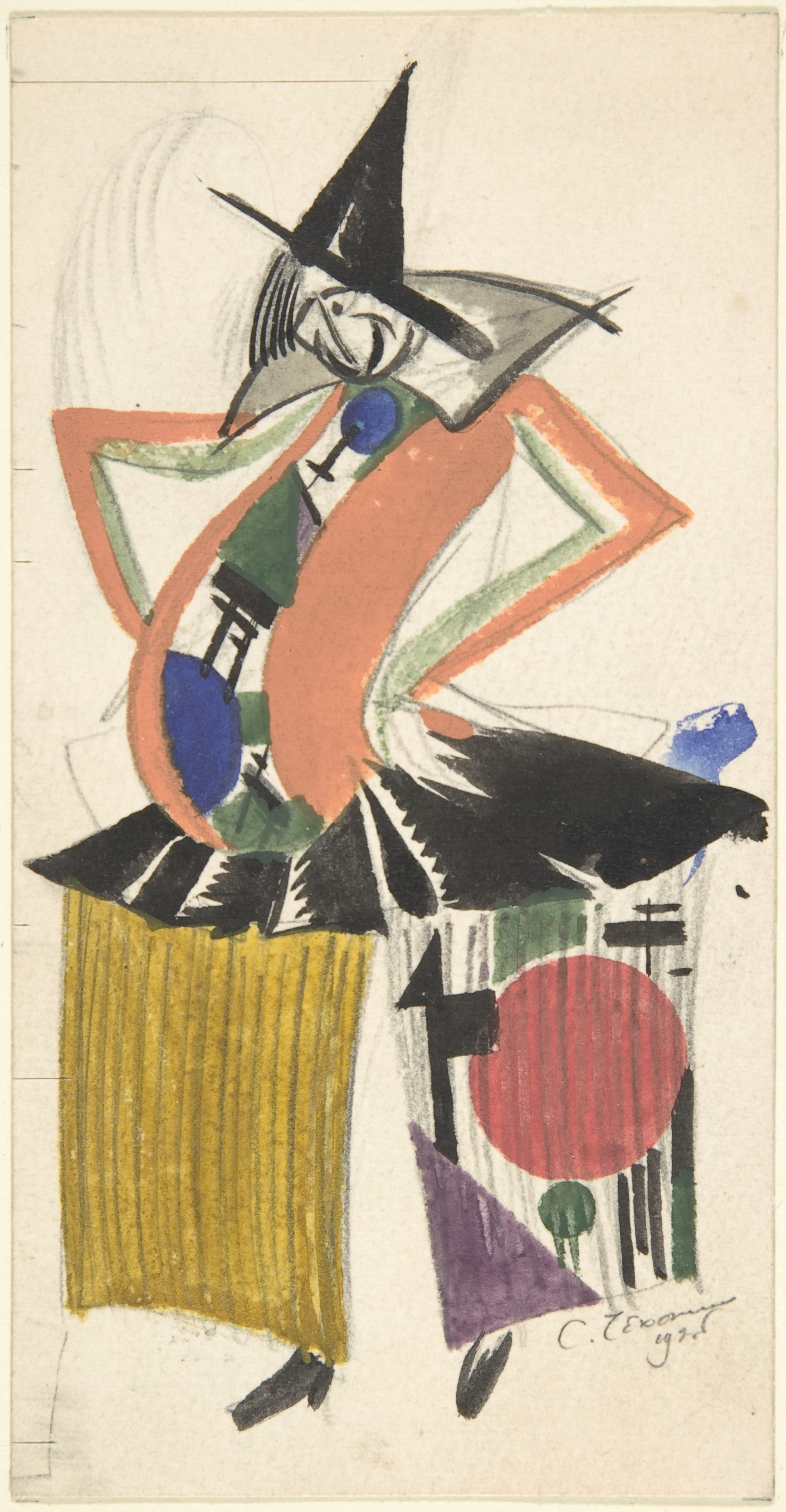
clown, gouache, Metropolitan Museum of Art
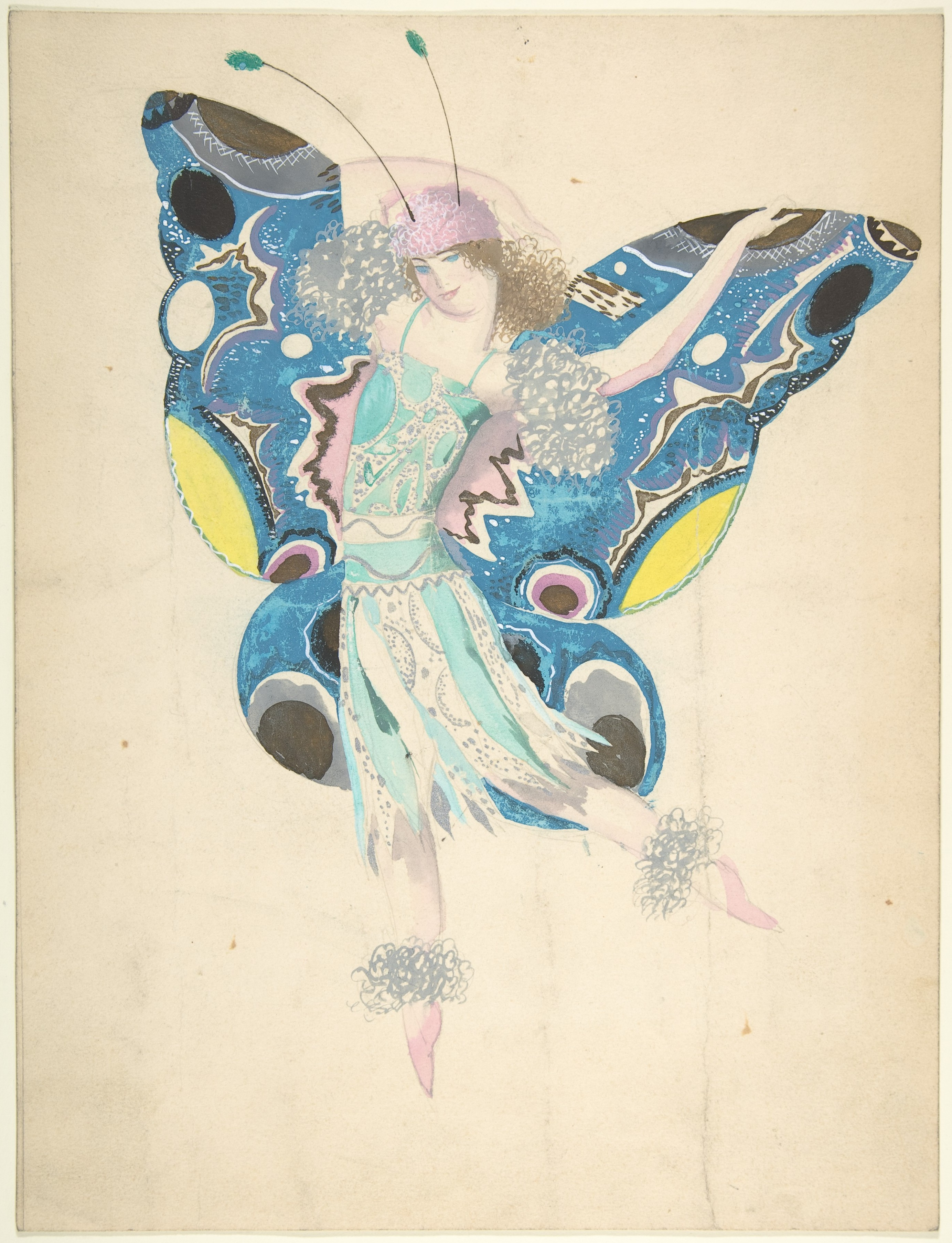
danseuse, gouache, vers 1920,  Metropolitan Museum of Art
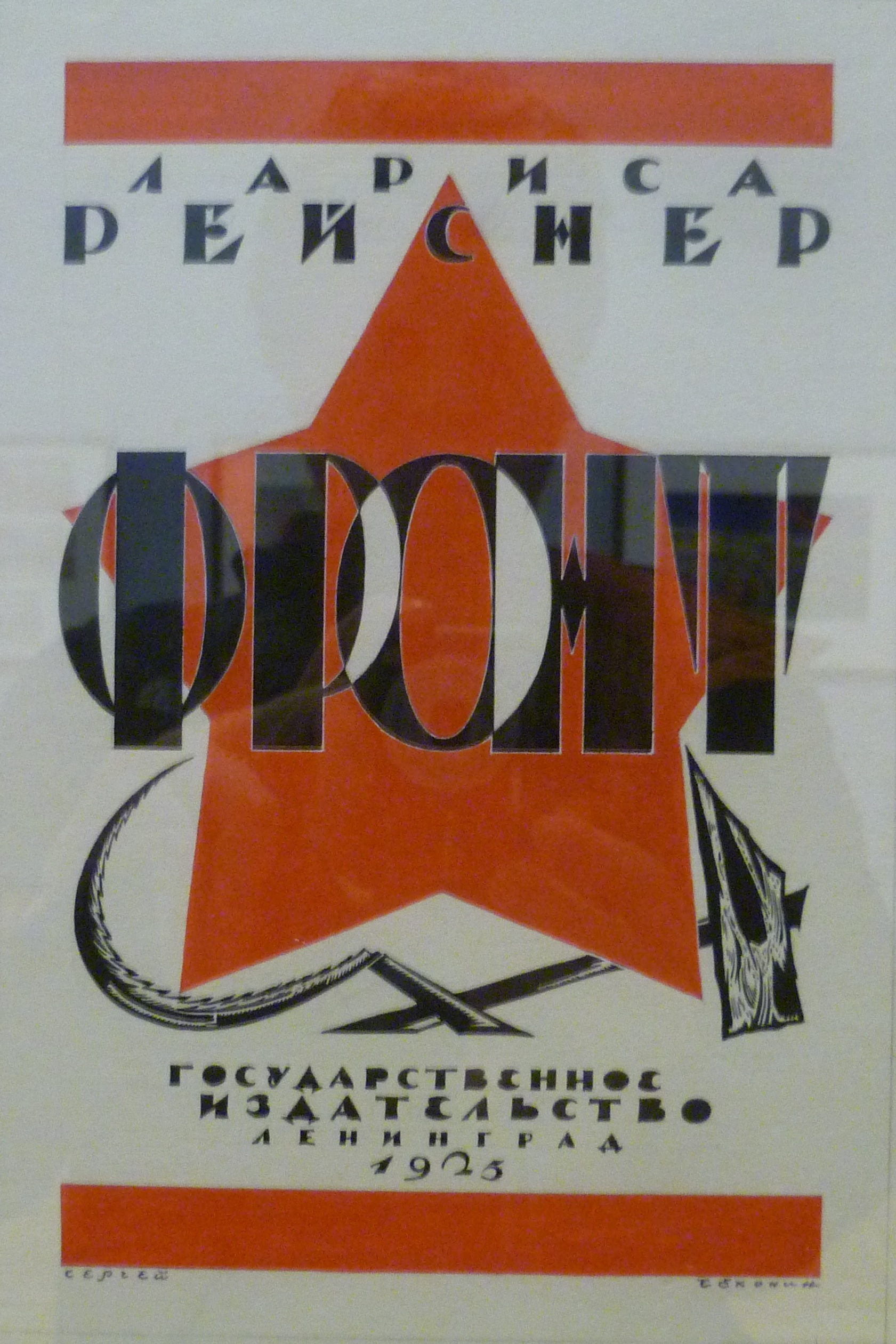
Galerie Tretiakov, Moscou
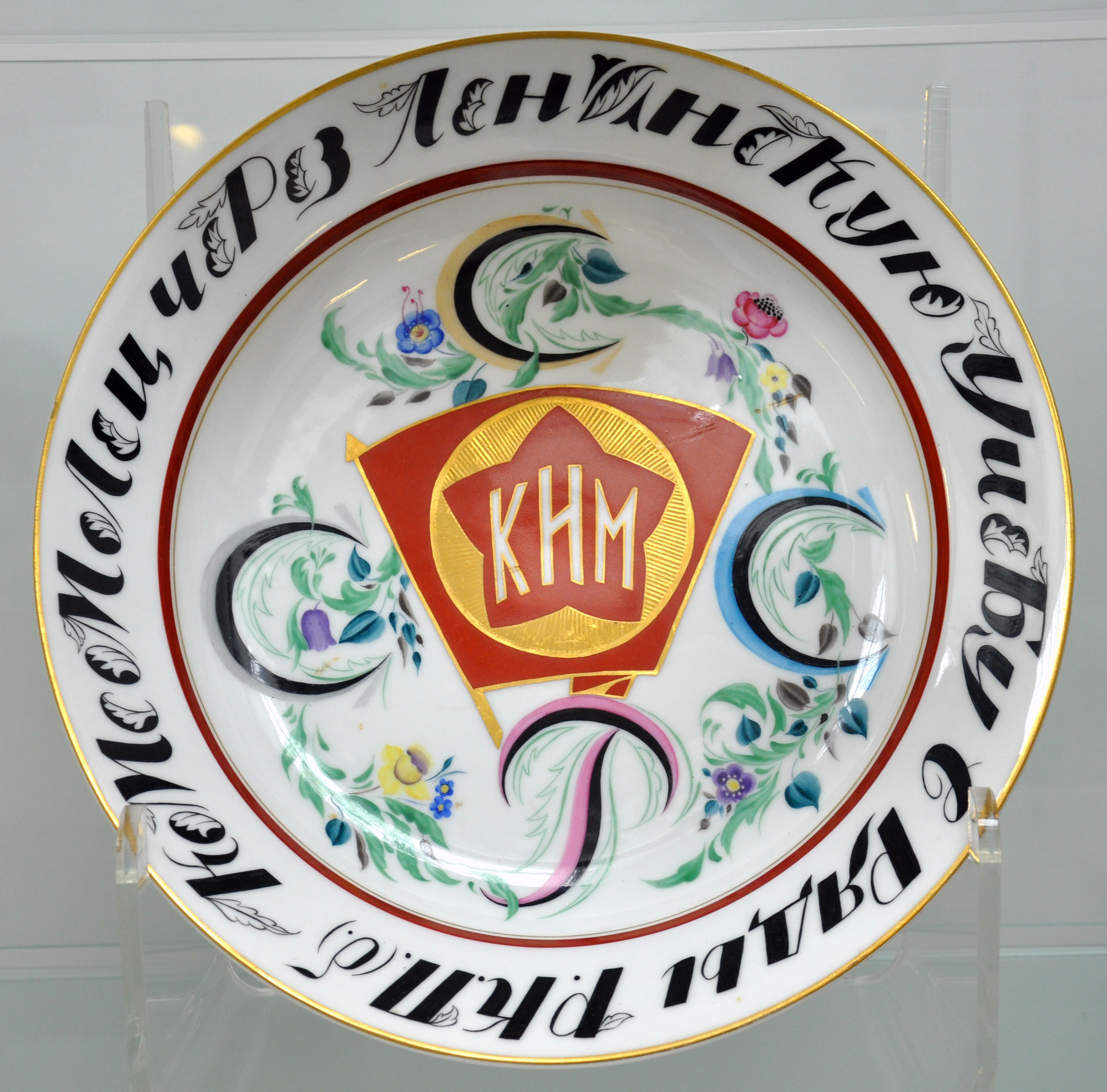
Assiette décorée par Tcheckhonine (fabrique de porcelaine Lomonosov , Leningrad 1925)
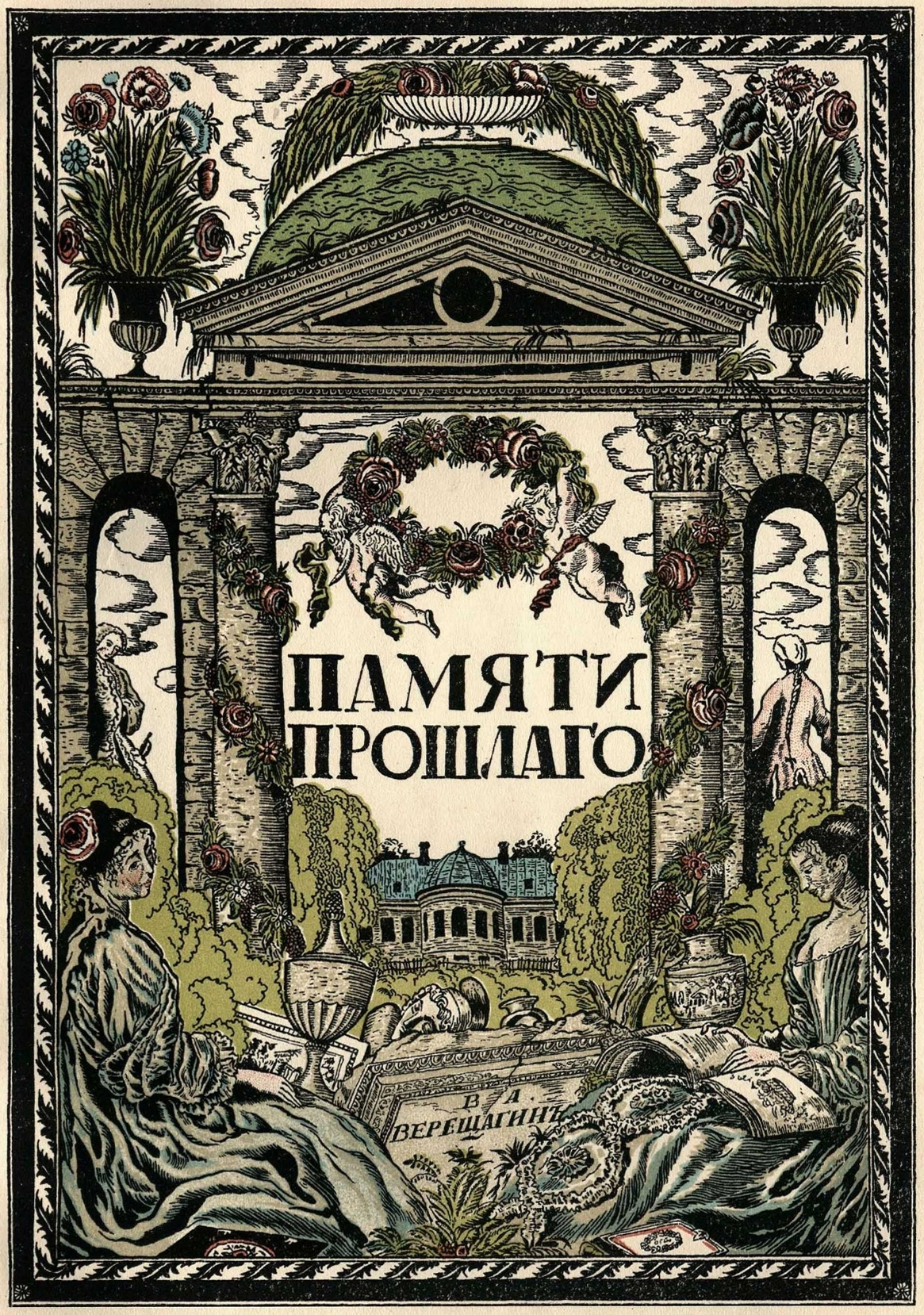
Couverture de livre, 1914
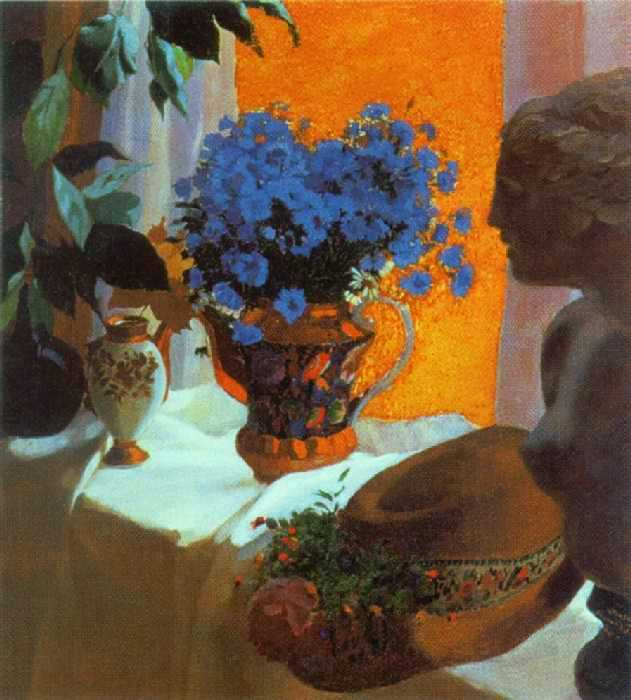
1916